# Oncometopia rubiginosa
Oncometopia rubiginosa är en insektsart som först beskrevs av Victor Antoine Signoret 1854.  Oncometopia rubiginosa ingår i släktet Oncometopia och familjen dvärgstritar. Inga underarter finns listade i Catalogue of Life.